# Naturschutzorganisation
Eine Naturschutzorganisation ist ein Zusammenschluss von Personen (oft als Verein oder auch Stiftung) mit dem Ziel, die belebte Natur oder spezielle Bereiche zu schützen, wiederherzustellen, zu erneuern oder zu erweitern (Bäume pflanzen, Naturblumenwiesen anlegen). Darunter fallen alle Organisationen, die sich im weitesten Sinne um Schutz, Erhaltung und/oder Erweiterung der Landschaft, um Schutz, Ausbau, Hege und Pflege von Tier- oder Pflanzenarten oder auch von Schutzgebieten und Biotopen kümmern.

## Deutschland
Es gibt zum einen Vereine, die einen Schwerpunkt haben, den Schutz einer Art oder eines Schutzgebiets betreiben und oft nur mit wenigen, engagierten Spezialisten agieren.
Darüber hinaus gibt es in Deutschland eine Vielzahl an Verbänden wie den NABU oder BUND sowie die Fischerei- und Jagdverbände, die überregional tätig sind. Diese Verbände werden in Deutschland nach §§ 63 und 64 Bundesnaturschutzgesetz und entsprechenden Bestimmungen im Landesnaturschutzgesetz des jeweiligen Bundeslandes als Naturschutzverband anerkannt und damit anhörungsberechtigt vor allem bei der Vorbereitung von Planfeststellungsverfahren, Flächennutzungsplänen oder Bauleitplänen. Aufgrund der früheren Anerkennungsgrundlage § 29 BNatSchG a.F. werden die langjährig anerkannten Verbände traditionell immer noch „29er Verbände“ genannt. Im aktuellen Naturschutzrecht gibt es eine Überleitungsklausel in § 74 BNatSchG.
Manche Verbände sind neben dem Naturschutz auch im Bereich Umweltschutz und der Umweltbildung aktiv, z. B. der BUND oder die GNOR e. V.
Im Mai 2011 urteilte der EuGH, dass Umweltverbände auch weitergehend als bisher vor den Gerichten klagen dürfen (sog. Verbandsklage). Wirtschaftsverbände fürchteten eine Klagewelle, während der Umweltausschuss des Bundesrates ein Jahr später eine rückläufige Zahl von Umweltklagen konstatierte und den Umweltverbänden eine besondere Sorgfalt beim Umgang mit Verbandsklagen zugestand.

## Österreich
In Österreich wird ein Naturschutzanwalt von Naturschutzorganisationen gewählt oder vom Land bestellt. Diese Vereinigungen müssen laut Satzung den Naturschutz als Ziel oder als Schwerpunkt der Arbeit haben, möglichst flächendeckend tätig sein und eine Mindestzahl von Mitgliedern haben. In Vorarlberg wird der Naturschutzanwalt von Naturschutzorganisationen gewählt. In den anderen Bundesländern (außer Kärnten) gibt es ähnliche Institutionen, die aber alle vom Land bestellt werden.

## Liste von Organisationen
siehe auch: Kategorie:Naturschutzorganisation

### Deutschland
- Aktionsgemeinschaft Artenschutz e. V.
- Borneo Orangutan Survival Deutschland
- Bund für Umwelt und Naturschutz Deutschland (BUND)
- Bund Heimat und Umwelt in Deutschland (BHU)
- Bundesverband für fachgerechten Natur- und Artenschutz (BNA)
- Daniel Schlegel Umweltstiftung – Stiftung für Wald- und Naturschutz
- Deepwave Initiative zum Schutz der Hoch- und Tiefsee
- Deutsche Bundesstiftung Umwelt (DBU)
- Deutsche Umwelthilfe e. V. (DUH)
- Deutsche Umweltstiftung
- Deutsche Waldjugend
- Deutsche Wildtier Stiftung
- Deutscher Alpenverein (DAV)
- Deutscher Angelfischerverband (DAFV)
- Deutscher Jagdverband
- Deutscher Jugendbund für Naturbeobachtung
- Deutscher Naturschutzring (DNR) – Dachverband der im Natur- und Umweltschutz tätigen Verbände in Deutschland
- DRK-Wasserwacht – betreibt einen eigenen Fachdienst, der sich dem praktischen und publizierenden Natur- und Gewässerschutz verschrieben hat
- Euronatur – Stiftung Europäisches Naturerbe
- Forum Ökologisch-Soziale Marktwirtschaft (FÖS)
- Gesellschaft für Naturschutz und Ornithologie Rheinland-Pfalz e. V. (GNOR)
- GREEN FOREST FUND e. V. – pflanzt neue Urwälder und legt Blühwiesen an[6]
- Gregor Louisoder Umweltstiftung
- Heinz Sielmann Stiftung mit seiner Jugendorganisation Sielmanns Natur-Ranger Deutschland e. V.
- Hessische Gesellschaft für Ornithologie und Naturschutz e. V. (HGON)
- Intakt Umweltstiftung – errichtet Naturschutzgebiete und Regenerationsflächen[7]
- Interessenvertretung für Nachhaltige Natur-& Umwelterziehung e. V. (INNU)
- Klima-Aktion Wald – setzt sich für Aufforstungen ein[8]
- Landesbund für Vogelschutz in Bayern (LBV)
- Naturfreunde
- Naturschutzbund Deutschland (NABU)
- PRIMAKLIMA e. V. – setzt sich für den Erhalt und die Mehrung von Wäldern ein[9]
- Pro Wildlife
- Rettet den Regenwald – Organisation zum Schutze des Regenwaldes
- Rettet die Elbe e. V. – Umweltschutzorganisation rund um die Elbe
- Robin Wood – Gewaltfreie Aktionsgemeinschaft für Natur und Umwelt
- SaveClimate.Earth e. V. – Organisation für nachhaltige Ökonomie[10]
- Schutzgemeinschaft Deutscher Wald
- Naturschutzgesellschaft Schutzstation Wattenmeer
- Schwäbischer Albverein
- Stiftung Klimawald
- Stiftung Naturschutz Schleswig-Holstein
- Stiftung Natur Zuerst[11]
- Stiftung Unternehmen Wald – Pflanzt Bäume und legt Wildblumenwiesen an[12]
- Trinkwasserwald e. V. – fördert standortgerechten Waldbau, um Trinkwasser zu sichern[13]
- urgewald e. V. – Anwalt für Umwelt und Menschenrechte
- Verein für Landschaftspflege, Artenschutz & Biodiversität
- Verein Jordsand
- WikiWoods
- Zoologische Gesellschaft Frankfurt
- Zoologische Gesellschaft für Arten- und Populationsschutz
- Heckenretter e. V. – macht Bildung, Beratung und praktische Naturschutzarbeit rund um die Hecke

### Malawi
- Wildlife Action Group

### Österreich
- Naturschutzbund Österreich
- Naturfreunde Österreich
- Österreichischer Alpenverein
- Umweltdachverband
- Niederösterreichische Berg- und Naturwacht

### Schweiz
- Pro Natura – „Für mehr Natur – überall!“
- Schweizer Vogelschutz – „Biodiversität – Vielfalt ist Reichtum“
- JagdSchweiz – „für eine zeitgemässe, nachhaltige Jagd in der Schweiz“

### Spanien
- Grup Balear d’Ornitologia i Defensa de la Naturalesa (GOB)

### International
- BirdLife International
- Friends of the Earth
- Greenpeace
- GreenWood Global
- International Union for Conservation of Nature and Natural Resources (IUCN)
- Naturfreunde Internationale (NFI) mit Sitz in Wien
- OceanCare – „Zum Schutz der Meerestiere und ihres Lebensraums“ mit Sitz in der Schweiz
- Plant-for-the-Planet
- Pro Regenwald
- Sea Shepherd Conservation Society
- WWF – World Wide Fund for Nature
- Global Nature Fund
- Large Carnivore Initiative for Europe